# Seregély István (érsek)
Seregély István (Szombathely, 1931. március 13. – Nyíregyháza, 2018. december 31.) magyar katolikus pap, egri érsek.

## Pályafutása
Édesapja erdőmérnök volt. Családjával 1940-ben került Miskolcra; középiskoláit a ottani Fráter György Gimnáziumban végezte, ahol 1948-ban érettségizett. 1950-ben jelentkezett a Szombathelyi egyházmegye szemináriumába. Teológiai tanulmányait Szombathelyen kezdte, majd a szeminárium bezárása után, 1952-től Budapesten a Központi Szemináriumban, illetve a Hittudományi Akadémián folytatta és fejezte be. Szombathelyen, 1955. június 19-én szentelte pappá Kovács Sándor szombathelyi megyés püspök, az 1957-ben az Oltáriszentség és a lelkipásztori hivatás vértanújává lett Brenner Jánossal és Kováts Ferenccel, az ÁVO későbbi áldozatával együtt.
1956-ig kisegítő studens volt Budapesten, majd káplánként működött 1956-tól Gyöngyösfalun, 1959-től Nyőgéren, 1960-tól Bagodvitenyéden, 1962-től Zalaegerszegen, azután 1963-tól 1974-ig a szombathelyi székesegyházban. 1960-ban védte meg teológiai doktori disszertációját. 1974-ben Fábián Árpád szombathelyi megyés püspök nevezte ki plébánosnak Kőszegszerdahelyre. 1980-ban itt ünnepelte ezüstmiséjét; plébánosi szolgálata (1974–1981) idején, a plébániához tartozó mind a négy templomot (kőszegszerdahelyi Mindenszentek-templom, velemi Szent Vid-templom, cáki Szent Péter és Pál templom és a kőszegdoroszlói Szent Márton templom) felújították. Irányításával a négy kőszeghegyaljai falu lakói olyan időszakban újították fel a templomokat, amikor a hivatalos körök azokat feleslegesnek tartották. 1981–1987 között Kőszegen volt plébános, ahol 9 templom renoválását szervezte, irányította.
1982-ben a kommunista állambiztonság III/III-1 (egyházi elhárítás) osztálya "Bánhegyi Gábor" fedőnéven beszervezte[forrás?], a rendszerváltásig aktív kapcsolatként tartották nyilván. Bár beszervezettsége a rendszerváltás után nyilvánosságra került, ezzel kapcsolatban a nyilvánosságnak nem nyilatkozott.

### Püspöki pályafutása
II. János Pál pápa 1987. június 5-én egri érsekké nevezte ki. Július 25-én szentelték püspökké az Egri főszékesegyházban. Jelmondata: „Christus est via veritas et vita” („Krisztus az út, az igazság és az élet”).
1990-től 2005-ig a Magyar Katolikus Püspöki Konferencia elnöke, és ezzel együtt 1992–2005 között a Pázmány Péter Katolikus Egyetem nagykancellárja volt, 1993-tól 2001-ig pedig a CCEE alelnöki tisztét is betöltötte. Részt vett az egyetem megalapításában, az egyházmegyék határainak rendezésében, az Apostoli Szentszék és Magyarország közötti megállapodás – az ún. Vatikáni szerződés – létrejöttében, valamint a Magyar Katolikus Rádió megalapításában.
2007. március 15-étől az egyházmegye apostoli kormányzója, 2007. június 9-étől nyugalmazott érsek volt. 2018. december 31-én hunyt el a nyíregyházi Papi Szociális Otthonban.

## Művei
- Imádkozzál érettünk Istennek szent Anyja. Elmélkedések; Don Bosco, Budapest, 2001[3]
- Krisztus az út, az igazság és az élet. Tizenöt év apostoli szolgálatban, 1-2.; Szent István Társulat, Budapest, 2002–2003[3]
- A magyar katolikus egyház a harmadik évezred küszöbén; Szent István Társulat, Budapest, 2003 (Haza a magasban)
- A mi vendégünk története. Hittanregény; Szent István Társulat, Budapest, 2003[3]
- Nevelnek a szentek; Szent István Társulat, Budapest, 2005[3]
- Jézus Krisztus az élet és a szentség forrása. Ádventi és karácsonyi gondolatok évtizedek igehirdetésében; Szent István Társulat, Budapest, 2006
- Magunkat nem hagyhatjuk el. Szerdahelyi Csongor beszélgetése Seregély István egri érsekkel; Szent István Társulat, Budapest, 2007 (Pásztorok)
- Szűz Mária levelei. Elmélkedések a rózsafüzér titkairól; Szent István Társulat, Budapest, 2007
- Jézus Krisztus az élet és a szentség forrása. Húsvéti gondolatok évtizedek igehirdetésében; Szent István Társulat, Budapest, 2009
- Jézus Krisztus az élet és a szentség forrása. Nagyböjti gondolatok évtizedek igehirdetésében; Szent István Társulat, Budapest, 2009
- Jézus Krisztus az élet és a szentség forrása. Püspöki gondolatok évtizedek igehirdetésében; Szent István Társulat, Budapest, 2010
- Jézus Krisztus keresztútja. Seregély István elmélkedései Faykod Mária lourdes-i stációszobrairól készült fényképeivel; Szent István Társulat, Budapest, 2010
- Jézus Krisztus keresztútja; Érseki Vagyonkezelő Központ, Eger, 2012
- Tanúságtétel. Válogatás az egri Szent István Rádióban 2002-2010 között elhangzott jegyzetekből; Szent István Társulat, Budapest, 2012
- A kereszténység a vallás koronája. Válogatás az egri Szent István Rádióban elhangzott jegyzetekből; Szent István Társulat, Budapest, 2013
- Szűz Mária levelei. Elmélkedések a rózsafüzér titkairól; Érseki Vagyonkezelő Központ, Eger, 2015
- Örök életre születtünk. Válogatott rádiójegyzetek; vál., szerk. Seregély György; Szt. István Társulat, Bp., 2018

## Elismerések
- Fraknói Vilmos-díj (2005)
- A Magyar Köztársasági Érdemrend nagykeresztje (2011)